# No culpes a la noche
No culpes a la noche es un álbum de mezclas del cantante mexicano Luis Miguel. Fue lanzado al mercado bajo el sello de Warner Music el martes 22 de septiembre de 2009. Incluye los éxitos pop del cantante en versiones remix.
El álbum debutó en el puesto #180 del Billboard 200 vendiendo 2,740 copias en su semana de lanzamiento.

## Lista de canciones
| Número | Canción                       | Editorial                   | Letra y Música                                                                                    | Duración |  |
| ------ | ----------------------------- | --------------------------- | ------------------------------------------------------------------------------------------------- | -------- |  |
| 1      | Alguien Como Tú               | ROCASound Mix               | Diane Warren, Robbie Buchanan, Adapt: al español: Luis Ángel Márquez                              | 5:55     |  |
| 2      | Como Es Posible Que a Mi Lado | Hex Héctor Mix              | Luis Miguel, Kiko Cibrián, Alejandro Asensi                                                       | 4:44     |  |
| 3      | Si Te Vas                     | ROCASound Mix               | Orlando Castro, Salvador Tercero, Kiko Cibrián                                                    | 5:08     |  |
| 4      | Eres                          | Darío Gómez & Vlad Díaz Mix | Luis Miguel, Edgar Cortazar, Salo Loyo, Francisco Loyo                                            | 5:16     |  |
| 5      | Suave                         | Darío Gómez & Vlad Díaz Mix | Orlando Castro, Kiko Cibrián                                                                      | 5:17     |  |
| 6      | Será Que No Me Amas           | Hex Héctor Mix              | Mick Jackson, Dave Jackson, Michael Jackson, Elmar Krohn, Adapt: al español: Juan Carlos Calderón | 4:41     |  |
| 7      | Sol, Arena y Mar              | Danny Saber Club Mix        | Luis Miguel, Francisco Loyo, Salo Loyo, Arturo Pérez                                              | 4:37     |  |
| 8      | Vuelve                        | Arena Mix                   | Luis Miguel, Alejandro Asensi, Edgar Córtazar, Francisco Loyo                                     | 4:12     |  |
| 9      | Te Propongo Esta Noche        | Hex Héctor Mix              | Luis Miguel, Juan Carlos Calderón, Arturo Pérez, Alejandro Asensi                                 | 6:12     |  |
| 10     | Tu Imaginación                | Hex Héctor Mix / Long Mix   | Manuel Alejandro, Pepe Dougan, Víctor Feijóo                                                      | 7:55     |  |

© MMIX. WARNER MUSIC MÉXICO S.A. DE C.V.

## Créditos
Tecnicismo y producción
| - Grabación y Mezcla — Sebastián Arocha Morton, Hex Héctor, Vlad Díaz y Danny Saber - Asistentes de grabación y mezcla — Hoover Lane, Stephen Martínez, Steve Boyer, Jimmy Bralower | - Masterización — Ron McMaster - Producción — Luis Miguel - Programación — Tom Aros, Jeff Golub, Neil Jason, John Bertsche, Mark Schulman, Rhett Lawrence, Wayne Rodrigues |

Instrumentación
| - Bajo — Josh Deutsch - Batería — John "JR" Robinson - Guitarra — Jeff Golub, Josh Deutsch - Piano — Garry Hughes, Derek Brin - Sintetizador — Derek Brin - Teclado — Doug Petty, Eric Foster White, Mikey Bassie - Percusión — Tom Aros, Jimmy Bralower y Luis Conte |